# علي رأفت
علي أحمد رأفت،  معماري مصري تخرج في كلية الهندسة جامعة القاهرة قسم الهندسة المعمارية عام 1949م وله مؤلفات وأبحاث وكتب، وحاصل علي العديد من الجوائز المصرية والعربية والعالمية في مجال العمارة.

## حياته الأكاديمية
كوّن له مدارس في نظريات وتاريخ العمارة عن طريق مساعديه وطلبته في الدفعات الخمسين الماضية وبكتبه التي تدرس في مختلف الكليات والمعاهد المصرية والعربية والأجنبية كما أشرف وقام بالتحكم في مئات الرسائل الجامعية. كما اشترك في اللجان العلمية الدائمة كعضو ومقر للجان الترقيات للأساتذة والأساتذة المساعدين علي مستوى الجمهورية وقام برئاسة مجلس قسم الهندسة المعمارية عامي 1988م – 1989م. 
- عيُن معيداً بقسم العمارة بكلية الهندسة جامعة القاهرة عام 1949م.
- حصل على الماجستير في العمارة من جامعة ميتشجن عام 1954م.
- حصل على الدكتوراه في العمارة من جامعة كولومبيا عام 1958م.
- قام بالتدريس في قسم الهندسة المعمارية جامعة القاهرة بدون انقطاع منذ تخرجه دفعة 1949م إلي سفره في بعثة عام 1952م، ومنذ رجوعه عام 1957م، وهو يقوم بالتدريس النظري والتطبيقي لمحاضرات نظريات وتاريخ العمارة للسنوات الأربع وفي العمل التصميمي في أستوديو التصميم المعماري للسنة الثانية عمارة وتدريس محاضرات الفكر المعماري للدراسات العليا.

## الموسوعة المعمارية
أصدر أول موسوعة معمارية عربية مؤلفة من خمس كتب.